# اسلام و گربه‌ها

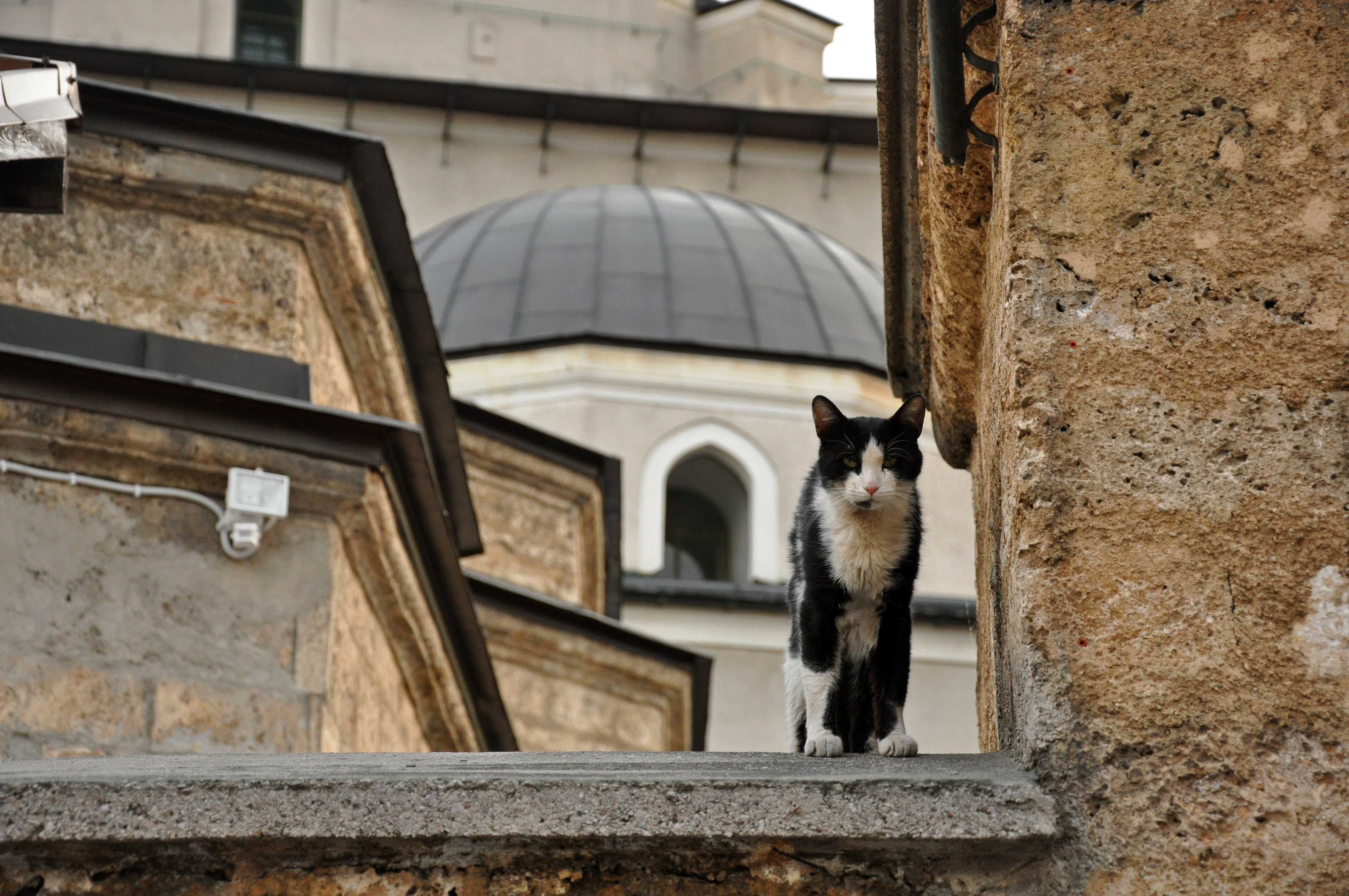
یک گربه رمیده در حیاط مسجد قاضی هوسرو بک در سارایوو، بوسنی و هرزگوین

در دین اسلام، گربه اهلی حیوانی مورد احترام است. گربه‌ها به دلیل تمیزی تحسین می‌شوند و از نظر مسلمانان مصداق یک «حیوان خانگی عالی» هستند.

## منشأ احترام

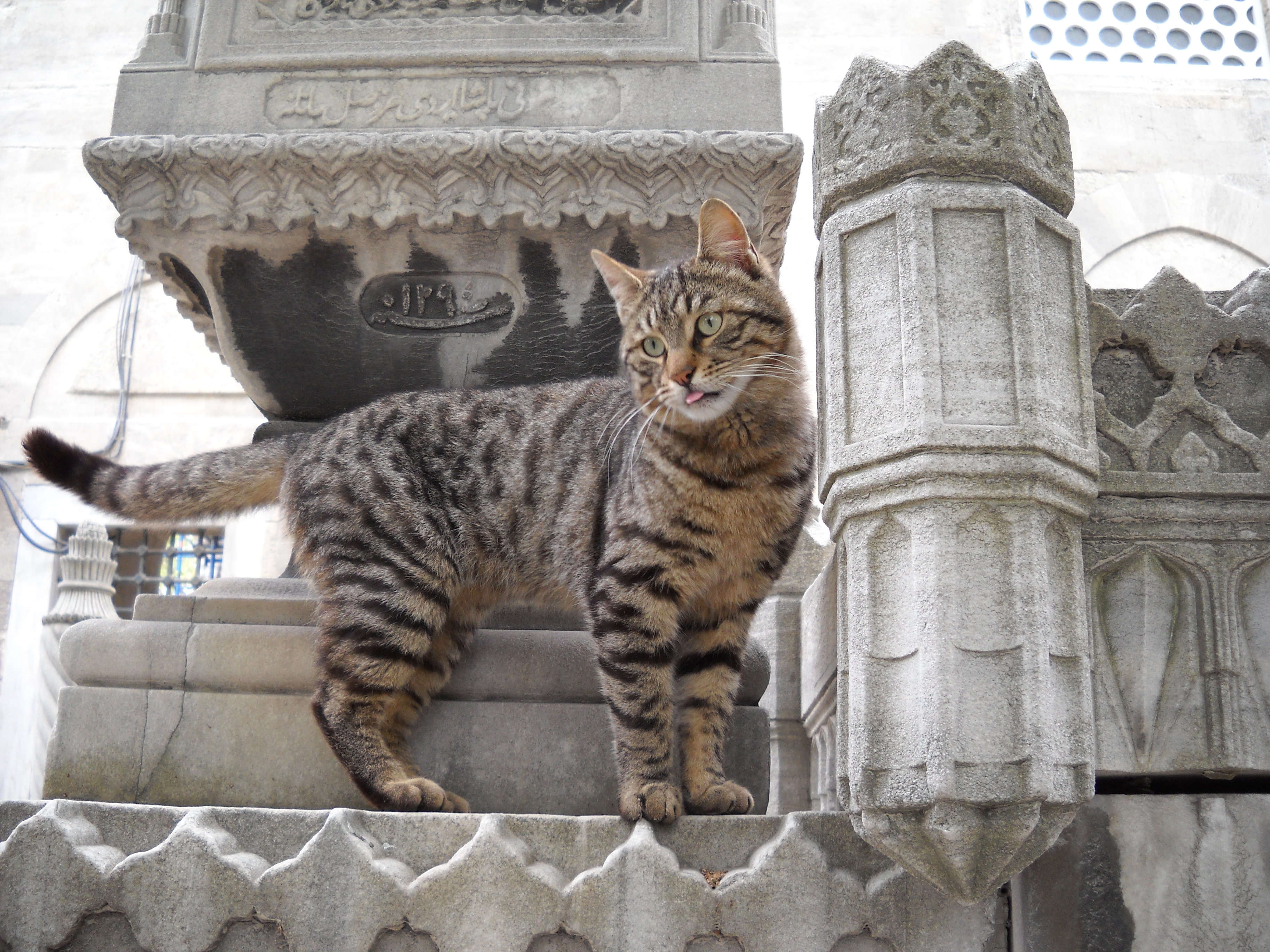
گربه ای در مسجد

گربه‌ها از زمان باستان در خاور نزدیک مورد احترام بوده‌اند ، سنتی که توسط اسلام (به شکل اصلاح شده‌ای) پذیرفته شده‌است. طبق بسیاری از احادیث، پیامبر اسلام آزار و اذیت و کشتن گربه‌ها را منع کرد.
یکی از یاران پیامبر به دلیل دلبستگی به گربه‌ها، به ابوهریره (به معنایِ"پدر بچه گربه") معروف بود. ابوهریره ادعا کرده بود که شنیده بود پیامبر گفته‌است که زنی پارسا بعد از اینکه از تأمین آب و غذا برای گربه ای تا زمان مرگش غفلت کرد جهنم رفت. طبق افسانه‌ای، گربه ابوسعید پیامبر را از یک مار نجات داد.

## تاریخچه

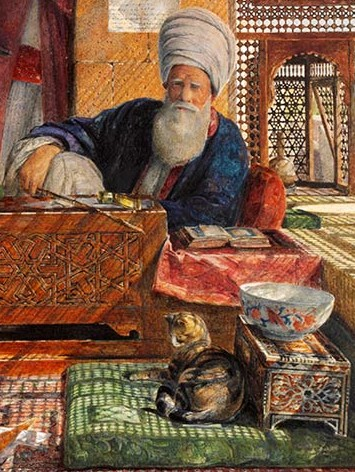
گربه‌ای روی بالش کنار یک روحانی در قاهره در حال استراحت کردن، نقاشی از جان فردریک لوئیس

شاعر و نویسنده سفرنامهٔ آمریکایی، بایارد تیلور (۱۸۷۸–۱۸۲۵) وقتی بیمارستانی در سوریه را که گربه‌ها آزادانه در آن گشت می‌زدند مشاهده نمود، متحیر شد. مؤسسه‌ای که گربه‌سانان خانگی در آن پناه می‌گرفتند و تغذیه می‌شدند، به کمک وقف همراه با دستمزد سرایداران، دامپزشکی و غذای گربه تأمین می‌شد.
ادوارد ویلیام لین (۱۸۰۱–۱۸۷۶)، مستشرق انگلیسی که در قاهره اقامت داشت، باغ گربه‌ای را توصیف کرده‌است که در اصل متعلق به بایبرس، سلطان مصری قرن سیزدهم بود. این در حالی است که معاصران اروپایی او نگرش بسیار متفاوتی نسبت به گربه‌ها داشتند و به این خاطر آن‌ها را می‌خوردند یا آن‌ها را تحت احکام پاپ می‌کشتند. ویلفرد تسیگر در کتاب اعراب مردابی خاطرنشان کرده‌است که گربه‌ها اجازه ورود آزادانه به ساختمان‌های اجتماع در روستاهای تالاب‌های میان‌رودان را داشتند و حتی به آن‌ها غذا می‌دادند. جدا از محافظت از انبارهای غذا و فروشگاه‌های مواد غذایی در برابر آفات، گربه‌ها در فرهنگ‌های عربی-اسلامی به دلیل شکار موش‌هایی که کتاب‌ها را نابود می‌کردند، مورد احترام بودند. به همین دلیل، گربه‌ها اغلب در کنار دانشمندان اسلامی و کتاب‌شناسان در نقاشی‌ها به تصویر کشیده می‌شوند.
جانورشناس قرون وسطی مصر آل دمیری نوشته‌است که اولین گربه وقتی خلق شد که حیوانات در کشتی نوح، از موش‌ها به خدا شکایت کردند و به همین خاطر خدا شیری را به عطسه واداشت و از این عطسه اولین گربه خلق شد.
درمورد این ماجرا نقل شده‌است که به دلیل حضور طولانی مدت در کشتی نوح، تعداد موش‌ها و قاذورات زیاد شد. خداوند به نوح وحی کرد که بر صورت شیر دست بکشد. با این کار، شیر عطسه کرد و یک جفت گربه نر و ماده از مجرای بینی شیر خارج شد و در نتیجه جمعیت موش‌ها کم گردید. و نیز به صورت فیل دست کشید و فیل نیز عطسه کرده و از مجرای بینی آن، دو خوک نر و ماده خارج شد که با خوردن قاذورات، مقدار آنها را کم کردند. البته از دیدگاه سندی تمام راویان این حدیث، ناشناس و مجهول هستند و مشابه محتوای آن نیز تقریباً هیچ منبع دیگری تکرار نشده است. بر این اساس هم از لحاظ متن و هم از لحاظ سند، نمی‌توان به این روایت استناد کرد؛ به ویژه آنکه این نقل، منتسب به یکی از چهارده معصوم در اعتقادات شیعه نشده است.

### معزة
بسیاری از مسلمانان معتقدند معزة گربه مورد علاقه پیغمبر بود. پیغمبر یک روز با صدای اذان از خواب بیدار شد. او که برای شرکت در نماز آماده لباس پوشیدن می‌شد، گربه خود معزة را که در آستین عبای نمازش خوابیده بود، مشاهده کرد. او به‌جای بیدار کردنش، با استفاده از یک قیچی آستین را برید و گربه را بیدار نکرد. داستانی دیگر از این قرار است که پیغمبر پس از ارائه خطبه‌ای و در هنگام بازگشت از مسجد، از معزة تعظیمی دریافت کرد. پیغمبر بعد از دیدن تعظیم گربه‌اش لبخند زد و به آرامی گربه محبوب خود را سه بار نوازش کرد. در احادیث هیچ اشاره‌ای به چنین گربه‌ای یا داستان مربوط به آن نشده‌است. داستان‌های مشابهی نیز از قرن ۶ به شخص دیگری نسبت داده شده‌است که ممکن است منشأ این داستان‌ها را توضیح دهد.

## بهداشت و عقیم‌سازی
در سنت اسلام، گربه‌ها به دلیل تمیزی مورد تحسین قرار می‌گیرند. تصور می‌شود که آن‌ها از نظر آیینی تمیز هستند و بنابراین اجازه ورود به خانه‌ها و حتی مساجد از جمله مسجدالحرام را دارند. غذایی که گربه‌ها از آن خورده‌اند، حلال تلقی می‌شود و آبی که گربه‌ها از آن نوشیده‌اند برای وضو مجاز است. علاوه بر آن، میان برخی از مسلمانان این عقیده وجود دارد که گربه‌ها به دنبال افرادی می‌روند که نماز می‌خوانند.
دانشمندان مسلمان در مورد مسئله عقیم‌سازی جانوران اختلاف نظر دارند. با این‌حال، اکثر آن‌ها معتقدند که "عقیم‌سازی گربه‌ها اگر فایده‌ای برای گربه داشته باشد و باعث مرگ آن نشود" مجاز است.